# Isabel García Hualde
Isabel García Hualde (Carcastillo, 1952) o Isabel Hualde, como también es conocida, es una escritora española que reside actualmente en Huarte. Trabajó como educadora social en la Asociación Navarra en Favor de las personas con discapacidad intelectual o del desarrollo (ANFAS), entidad con la colaboró en numerosas ocasiones.

## Biografía
Realizó estudios de pintura en la Escuela de Artes y Oficios de Pamplona y en los talleres de Mariano Royo.
En el verano de 2007 colaboró durante dos meses y medio como voluntaria con la Asociación Sin Barreras el Güis, entidad sin ánimo de lucro que trabaja por la educación e integración social de personas con discapacidad de Ciudad Sandino, en Nicaragua.
Es integrante del grupo de poesía “Ángel Urrutia” del Ateneo Navarro. Participa en los talleres literarios de Daniel Aldaya y escribe en las revistas RíoArga y Constantes vitales de Pamplona. Colabora en diversos recitales poéticos.Coordina y presenta el espacio poético Con la luna por sombrero de promoción de la poesía en el entorno comarcal donde reside. Junto con José Luis Allo (Ateneo Navarro) y el Grupo de Autogestores de ANFAS, impulsó el Taller de poesía de ANFAS Pamplona (2013-3015). Ha colaborado en el proyecto por la inclusión “Somos esp@ciales”, cuyo festival coordina y presenta en Sangüesa (2017, 2018 y 2019).
En 2018 participa en el Festival de Poesía "Amada Libertad", El Salvador. Del 27 de mayo al 3 de junio de 2018 participó en el Festival Internacional de Poesía de La Habana. En mayo de 2019 vuelve a La Habana para participar en la I Bienal de Poesía.

## Premios y reconocimientos
- En 2015, en Tafalla, I Premio en el XX Certamen de poesía Fundación María del Villar por Cisne azul o cisne negro.[4]
- Finalista en el II Certamen Internacional de Microrrelatos de Amnistía Internacional (Valladolid), 2020.
- Su poema Mujer-escritura figura grabado sobre la escultura “Mujeres y libros” en el Parque memoralístico de la mujer de Peralta (inaugurado el 8 de marzo de 2020).[11][12]
- Homenajeada por el Colectivo Letras sin Fronteras con la Antología Núm. IX Cadáver Nómada (2020), que toma sus versos como punto de partida para los poemas y que forma parte de una colección dedicada al poeta salvadoreño Roque Dalton.
- Invitada por la Dirección General de Paz, Convivencia y Derechos Humanos del Gobierno de Navarra, para abrir la 2ª edición del Cuento cadena Derechos Humanos[13], desarrollado por diferentes centros educativos (2020).[14]

### Festivales Internacionales
Ha obtenido el reconocimiento por su aportación en diversos festivales internacionales:
- Festival de poesía de Managua (Fundación Esquipulas, 2015).
- Secretaría de Arte y Cultura, Universidad de San Salvador (El Salvador).
- Chiapas (México, 2017), invitada por el grupo Décima musa.
- Festival Internacional de Poesía de La Habana (Cuba): 2017, 2018, 2019.
- Festival Amada Libertad (El Salvador)
- XXIII EIDE Festival de Poesía de Marruecos, en honor de Fátima Mernissi (2018)
- Festival Balún Canán (Puente solidario) en Chiapas (México), 2019.

Online: FIP Palabra en el mundo; IV Encuentro de poetas en Ipiales (Colombia), 2020.

## Obras
Es autora de los siguientes trabajos:
- El juego y el vuelo (2017) es su primera obra infantil, gran parte de cuyos beneficios se destinan a ayudar a niños nicaragüenses.[6]
- El entramado luminoso (Editorial Irache, 2011), los beneficios se destinan a la Asociación Sin Barreras el Güis.[15]

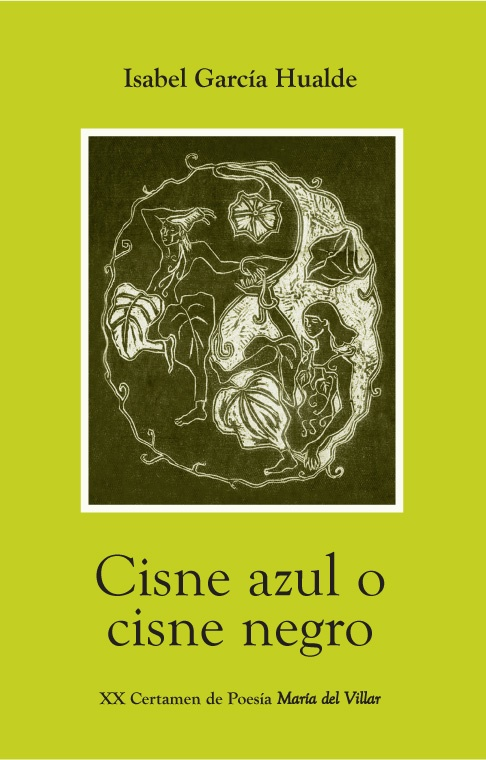
no

- Cisne azul o cisne negro[16] (Fundación María del Villar, 2015), I Premio XX Certamen Internacional María del Villar.

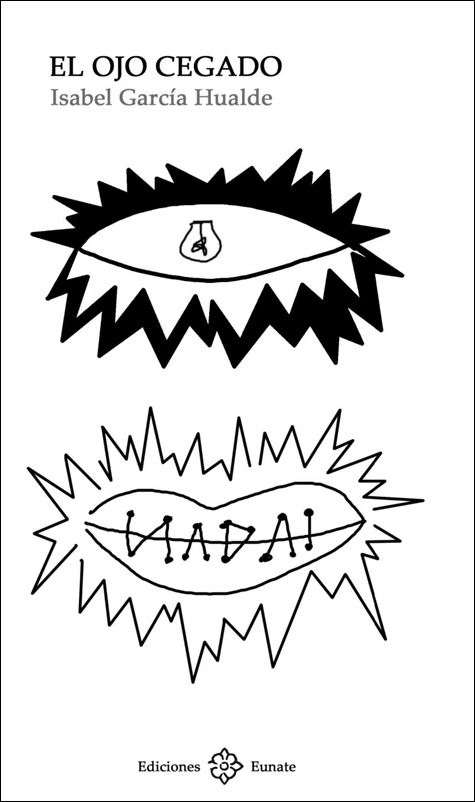
no

- El ojo cegado (Editorial Eunate, 2015).
- Contra (2016)
- Voces del Extremo (2016).

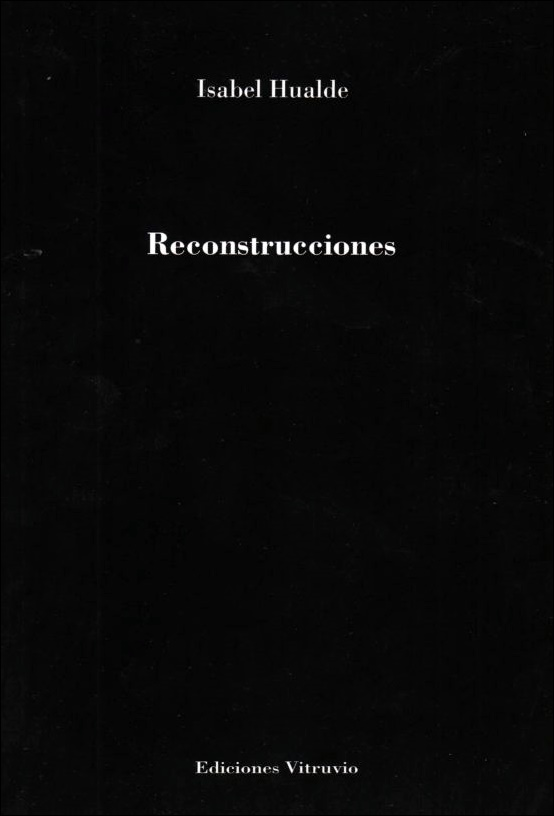
no

- Reconstrucciones (Editorial Vitrubio, 2017).[17]

- Caminar horas (Editorial Eunate y Editorial Surdavoz, 2019).[18]

Parte de su obra ha sido traducida  al euskera, francés, árabe y neerlandés.
Ha prologado a otros autores: Jorge Canales, Josefina Sibrian, Julia Cabalé, Larbi Ghajjou.

## Antologías y publicación en revistas

### Poesía
- En 2016: Por amor a la poesía, Contra, Poetas siglo XXI (Fernando Sabido), En sentido figurado (Moguer).
- En 2017: Voces del Extremo. Antología 2012-2016,[19] Poetas en Mayo, En voz alta. Nosotras, poetas de la Zona Media (Editorial Huts); El alma del vino,[20] , Revista TK. Número especial: "La poesía en Navarra. Siglo XXI"[21].
- En 2018: La Memoria poética, Las noches de LUPI, Miradas de artistas, TheBooksmovie, Letras sin fronteras, Estaciones de retorno. Antología La Habana/Cuba - El Salvador, Metáforas a través del Maíz (Pinar del Río/Cuba - Letras sin fronteras), Poesía & Harragas (Voces del Extremo), Grito de mujer. Pamplona 2018,[22] Ellas x Ellas, Candiles del alma. Poesía en árabe,  Lira al Viento”-poesía navarro-cubana (2019), Letras Sin fronteras II-III-IV y V.
- En 2019: Versos para bailar o no,[23] Barbarin, plaza de poetas (Editorial  R de Rarezas), Quejío. Córdoba con Grito de mujer[24]
- En 2020: Lira al viento. Antología poética cubano-navarra (Editorial Eunate),[25] Cadáver Nómada IX. Homenaje a Isabel Hualde (Colectivo Letras Sin Fronteras. Editorial Shushikuikat), Al Hórreo-III (Proyecto Artíst.poético. Ediciones Pata Negra)
- En 2021: Mujeres que no callan Marruecos (Editorial htuRquesa Cartonera),[26]

### Relatos
- En 2020: Los 100 mejores cuentos de la cuarentena (Editorial htuRquesa Cartonera), II Certamen Internacional de Microrrelatos (Amnistía Internacional Valladolid)
- En 2021: San Fermín 2021. Relatos de la fiesta.

### Revistas
Ha sido editada en las revistas: Río Arga, Constantes Vitales (Ateneo Navarro), Traslapuente. Revista Literaria de la Ribera de Navarra, Susurros a pleno pulmón (Fanzine n. 8), Crátera. Revista de crítica y poesía contemporánea Archivado el 28 de enero de 2022 en Wayback Machine. (N.5, Invierno 2019), Cuadernos del atemático, Fábula, La hoja azul en blanco (Asociación Literaria Verbo Azul) y diversas revistas y medios digitales (De Sur a Sur, Booksmovie, Grito de mujer, Ahora-Orain n.46).